# Tetrablemma phulchoki
Tetrablemma phulchoki är en spindelart som beskrevs av Pekka T. Lehtinen 1981. Tetrablemma phulchoki ingår i släktet Tetrablemma och familjen Tetrablemmidae.
Artens utbredningsområde är Nepal. Inga underarter finns listade i Catalogue of Life.